# Simple Certificate Enrollment Protocol
Pour les articles homonymes, voir SCEP.
Simple Certificate Enrollment Protocol (SCEP) est un protocole simple d'enregistrement de certificat développé par Cisco Systems mais adopté par la quasi-totalité des acteurs de l'industrie. Son rôle est d'automatiser le déploiement de certificats X.509 sur les matériels réseau (typiquement des passerelles VPN IPsec) dans le cadre d'une infrastructure à clés publiques existante. Ce protocole a mis très longtemps à être standardisé par l'IETF, 20 ans, avant d'être finalement publié comme le RFC 8894. Le délai venant du fait que les spécifications avaient la difficile tâche de standardiser 20 ans d'utilisation sur le terrain tout en retirant les parties obsolètes (notamment d'un point de vue cryptologique).
SCEP suit une architecture client-serveur où le client (requester) est l'entité à certifier. C'est un protocole simple dans la mesure où il ne propose que quatre opérations, encapsulées dans le protocole HTTP. Le client authentifie sa requête de certificat (au format PKCS#10) de manière manuelle ou grâce à un secret pré-partagé.